# 楊煃
楊烴，又名楊煃，贵州贵阳人，清朝政治人物，同進士出身。
嘉慶二十四年（1819年）清仁宗六旬己卯科進士，三甲五十六名，官至山東東平州知州。